# Trip (drugs)
Een trip (van het Engels reis) is een ervaring die door de inname van psychedelica veroorzaakt kan worden. De gebruiker kan zich voelen alsof hij reist naar een andere wereld. Afhankelijk van de stemming en ervaring van de gebruiker op het moment dat hij de drug neemt kan de trip een plezierige of een vervelende ervaring zijn. Daarnaast zijn de omgeving waarin de gebruiker de drug consumeert maar vooral de ingenomen dosis medebepalend voor de uiteindelijke ervaring.
Tripmiddelen zijn er in veel verschillende soorten. Dissociatieve en associatieve tripdrugs zijn erg verschillend. Salvia divinorum bijvoorbeeld is zeer dissociatief. De tripper voelt zich alsof hij in zichzelf op reis gaat. Paddo's, psychedelische truffels (psilocybine) en LSD werken juist associatief, waardoor de tripper zich voelt alsof hij of zij opgaat in zijn of haar omgeving.
Verschijnselen die tijdens een trip kunnen optreden zijn:
1. Wanen. De gebruiker ervaart vreemde gedachten, kromme denkbeelden van de realiteit en van zichzelf. Tijd lijkt niet te bestaan. Alles kan als lachwekkend ervaren worden.
2. Illusies. De gebruiker ziet de normale wereld vervormd, muren golven, patronen van behang gaan een eigen leven leiden, geluid (muziek) en licht lijken veel sterker.
3. Hallucinaties. De gebruiker ziet onmogelijke werkelijkheden. Deze zinsbeelden kunnen uiteenlopen van licht wat uit mensen straalt, monsters die verschijnen of oerwouden die ineens lijken te groeien.

Er is echter geen uitputtende opsomming te geven van alle verschijnselen die optreden tijdens een trip. Iedere trip is uniek en verschilt van persoon tot persoon.
De sfeer van de trip wordt bepaald door de gevoelens die de gebruiker op dat moment heeft, maar ook dieper gewortelde gevoelens kunnen naar boven komen bij een trip. Daardoor is het noodzakelijk dat er altijd in een prettige omgeving en in de buurt van bekenden getript wordt. De term 'Set and setting' wordt in dit verband veel genoemd. Tripmiddelen zijn door de sterke werking op de menselijke geest in het verleden in de psychiatrie gebruikt bij verschillende behandelingen.
Trippen wordt over het algemeen met softdrugs en niet met harddrugs gedaan. Het risico op lichamelijke problemen met tripmiddelen wordt door sommigen wel gezien als laag. Daarom wordt het gebruik van tripmiddelen soms als veiliger gezien dan het gebruiken van andere drugs, zoals cocaïne, speed of heroïne, hoewel het gebruik sterk afgeraden wordt bij psychische klachten. Trippen door personen met dergelijke klachten verhoogt de kans dat een (latent) aanwezige psychische stoornis zich manifesteert of verergert. Ook bij (psychisch) gezonde mensen komt het voor dat een trip 'niet goed valt.' Daarmee wordt meestal bedoeld dat de ervaring niet plezierig is. Soms wordt dan gesproken van een bad trip.

## (Onvolledige) lijst van tripmiddelen
- LSD
- Paddo's
- Psychedelische truffels
- 2C-B
- 2C-E
- Mescaline
- Ayahuasca
- DMT
- 5-MeO-DiPT
- 5-MeO-DMT
- Salvia divinorum
- lachgas